# Natalia Leite
Natalia Leite (San Paolo, 14 ottobre 1985) è una regista e sceneggiatrice brasiliana attiva al cinema e in televisione.
È nota per la regia del film M.F.A. del 2017, che le è valso un premio del pubblico al CineFest - Miskolc International Film Festival e due candidature al SXSW Film Festival.

## Biografia
Natalia Leite nasce il 14 ottobre 1985 a San Paolo, in Brasile, dove trascorre l'infanzia. In seguito, trasferitasi negli Stati Uniti, studia al San Francisco Art Institute. Inizia la propria attività esponendo disegni, fotografia ed eseguento performance art film nelle gallerie. Nel 2006 si trasferisce a New York dove inizia a scrivere sceneggiature, dirigere e interpretare cortometraggi autoprodotti. Questi primi lavori le permettono di mettere da parte il denaro sufficiente a finanziare il suo primo lungometraggio.
Collaborando spesso con Kyp Malone, Natalia Leite interpreta e co-dirige nel 2013 Million Miles, videoclip del suo gruppo TV on the Radio, pubblicato come retro del singolo Mercy nello stesso anno.
Nella sua serie non realizzata per Vice Media, Every Woman, co-diretta con Alexandra Roxo, Natalia Leite ha vissuto e lavorato come spogliarellista in un'area di sosta per camion nel Nuovo Messico, che ha scoperto durante la ricerca delle location per il film Bare. Ha creato un episodio pilota per una serie prevista per Vice TV, con un concept simile, in cui si sarebbe immersa in diversi mondi incentrati sulle donne come forma di giornalismo investigativo in prima persona. Il progetto è confluito nel cortometraggio co-diretto con Alexandra Roxo del 2014 Every Woman: Life as a Truck Stop Stripper.
Il debutto di Natalia Leite alla regia in un lungometraggio, Bare, vede protagoniste Dianna Agron, Paz de la Huerta, Chris Zylka e Louisa Krause, mentre le musiche sono composte da Kyp Malone.
Bare è stato presentato in anteprima al Tribeca Film Festival nel 2015, ricevendo recensioni positive, ed è stato acquistato poco dopo dalla IFC per la distribuzione nelle sale cinematografiche nazionali statunitensi. In occasione della première, Marcia Garcia di Film Journal scrive: "Il ritratto dato dalla Leite, regista pluripremiata, alla ricerca di identità di Sarah, è avvincente sia per la narrazione che per la regia." Del film il Los Angeles Times inoltre scrive: "La regista Natalia Leite porta intelligenza emotiva e sensibilità in Bare".
Nel 2016 Natalia Leite è protagonista di un episodio della serie televisiva Be Here Nowish, che ha contribuito a creare.
Il secondo lungometraggio diretto da Natalia Leite, M.F.A., è un thriller piscologico, interpretato da Francesca Eastwood, Clifton Collins Jr., and Peter Vack, incentrato su una serie di stupri all'interno di un'università e su una studentessa che cerca di vendicarsi. Il film è stato presentato in anteprima al festival South by Southwest nel marzo 2017, ottenendo riscontri positivi e venendo candidato al premio della giuria e al premio Game Changer. Il film è stato descritto come un "thriller sullo stile di David Fincher" che "affronta coraggiosamente il lato oscuro dell'emancipazione" e "un pezzo di cinema pop pulp e politicizzato, arrabbiato come l'inferno". Un thriller femminista sullo stupro e la vendetta che ha scatenato dibattiti all'inizio del movimento #MeToo.
Successivamente, ha diretto episodi di alcune serie televisive, tra cui Love Life (2021), Ordinary Joe (2021), Love, Victor (2021-2022), Minx (2022), In the Dark (2022), The Handmaid's Tale (2022). Nel 2023 dirige l'episodio pilota, intitolato Covey, della serie televisiva Black Cake, basata su un best seller del New York Times, creata per Hulu da Marisa Jo Cerar e che vede come produttori esecutivi Oprah Winfrey e Aaron Kaplan.

## Vita privata
Natalia Leite si è dichiarata bisessuale e spesso nelle sue opere affronta il tema della sessualità.

## Stile
Il suo lavoro è stato descritto da Andrew Barker di Variety come avente "uno stile tonificante e assertivo" e da Katie Walsh del Los Angeles Times come "intelligenza emotiva", mentre R. Kurt Osenlund  di Slant ha apostrofato come "consolidante il regno dei drammi altamente stilizzati e sessualmente progressisti". La Leite è nota per incorporare i soggetti dei suoi documentari nelle sceneggiature dei suoi film.

## Filmografia

### Attrice

#### Televisione
- Indie Film Hustle Show - serie TV, episodio sconosciuto (2018)
- Be Here Nowish - serie TV, episodio 2x01 (2016)
- Queer for Fear: The History of Queer Horror, regia di Bryan Fuller, Tara Anaïse, Tom Maroney e Sam Wineman - miniserie TV, puntata 2 (2022)

#### Videoclip
- TV on the Radio Million Miles, regia di Natalia Leite (2020)

### Produttrice

#### Cinema
- Dash, regia di Natalia Leite - cortometraggio (2009)
- For the Next 7 Generations, regia di Bruce Hart e Carole Hart (2009)
- Better Than Nothing, regia di Susanna Locascio - cortometraggio (2011)
- Fall and Winter, regia di Matt Anderson (2013)
- Bare, regia di Natalia Leite (2015)

#### Televisione
- Be Here Nowish - serie TV, episodio 2x01 (2016)
- Black Cake - serie TV, 8 episodi (2023)

### Regista

#### Cinema
- Dash - cortometraggio (2009)
- Baby Steps - cortometraggio (2011)
- The Game - cortometraggio (2012)
- Every Woman: Life as a Truck Stop Stripper, co-diretto con Alexandra Roxo - cortometraggio (2014)
- Bare (2015)
- Serrano Shoots Cuba (2015)
- Jo Cool, co-diretto con Mel Shimkovitz - cortometraggio (2016)
- M.F.A. (2017)
- Kiki & the Mxfits - cortometraggio (2018)

#### Televisione
- Be Here Nowish - serie TV, 6 episodi (2014-2016)
- Love Life - serie TV, episodi 2x06-2x08 (2021)
- Ordinary Joe - serie TV, episodio 1x08 (2021)
- Love, Victor - serie TV, episodi 2x08-3x07 (2021-2022)
- Minx - serie TV, episodio 1x09 (2022)
- In the Dark - serie TV, episodio 4x08 (2022)
- The Handmaid's Tale - serie TV, episodi 5x07-5x08 (2022)
- Black Cake - serie TV, episodi 1x01-1x02-1x03 (2023)

#### Videoclip
- TV on the Radio Million Miles (2020)

### Sceneggiatrice

#### Cinema
- Dash, regia di Natalia Leite - cortometraggio (2009)
- Baby Steps, regia di Natalia Leite - cortometraggio (2011)
- The Game, regia di Natalia Leite - cortometraggio (2012)
- Bare, regia di Natalia Leite (2015)
- Kiki & the Mxfits, regia di Natalia Leite - cortometraggio (2018)

#### Televisione
- Be Here Nowish - serie TV, 6 episodi (2014-2016)

## Riconoscimenti
- CineFest - Miskolc International Film Festival
  - 2017 - Premio del pubblico per M.F.A.
  - 2017 - Candidatura all'Emeric Pressburger Prize per M.F.A.
- SXSW Film Festival
  - 2017 - Candidatura al premio della giuria per M.F.A.
  - 2017 - Candidatura al premio Gamechanger per M.F.A.